# Cache Poisoning
Cache Poisoning ist eine Form von Cyberangriff, bei der gefälschte Daten in den Cache (Zwischenspeicher) eines Systems eingeschleust werden. Ziel eines solchen Angriffs ist es, dass andere Nutzer oder Dienste bei späteren Anfragen auf die gefälschten, vom Angreifer kontrollierten Informationen zugreifen. Cache Poisoning kann verschiedene Caching-Mechanismen betreffen, etwa im Domain Name System (DNS), bei Webbrowsern, Content-Delivery-Netzwerken (CDNs) oder Proxy-Servern. Besonders bekannt ist das DNS-Cache-Poisoning, bei dem gefälschte DNS-Antworten in den Cache eines DNS-Resolvers gelangen, um Nutzer auf betrügerische Webseiten umzuleiten. Solche Angriffe können zur Umgehung von Sicherheitsmechanismen, zur Verbreitung von Malware oder zum Diebstahl sensibler Daten genutzt werden.